# Підрив Дніпровської ГЕС

Дніпровська (Запорізька) ГЕС після підриву радянськими підривниками у 1941 році

Підриви Дніпровської ГЕС — дві техногенні поводі під час Другої світової війни, що були спричинені навмисним руйнуванням греблі Дніпровської ГЕС в Запоріжжі. 
Перший підрив був здійснений радянськими військами 18 серпня 1941 року при відступі. Радянська влада довго приховувала масштаби трагедії у Запоріжжі, звинувативши у підриві німців. Під час німецької окупації греблю було відбудовано, але 1943 року при відступі з Запоріжжя її знову підірвали, вже німецькі війська.

## Підрив радянськими військами
18 серпня 1941 року о 20:15 після отримання інформації про прорив німецьких військ в районі Запоріжжя греблю ДніпроГЕСу підірвано працівниками НКВС. Вибух на ДніпроГЕС готували начальник відділу військово-інженерного управління штабу Південного фронту підполковник Олексій Петровський та представник Генерального штабу Червоної армії, начальник окремого науково-дослідного військово-інженерного інституту (Москва) воєнний інженер 1-го рангу Борис Епов. Вибух був підготовлений заздалегідь ще на початку серпня і постфактум схвалений Сталіним. Внаслідок вибуху 20 тонн толу (за іншими даними — амоналу) в греблі виникла пробоїна завдовжки 175,5 метрів (неушкодженими залишилися бики № 10 та № 21) та заввишки 21,2 м, через яку ринула вниз майже шестиметрова хвиля, спричинивши руйнування будинків у береговій зоні. Найбільше від раптової повені постраждали жителі низинного району міста — там були розташовані пристань, судноремонтний завод і склади. За спогадами очевидців, наслідки потопу тут були схожі на весняний паводок що підтопив вулиці, прилеглі до берега Дніпра.  
Про майбутній вибух чекістське командування підривників, що виконували спецзавдання, не повідомило ані місцеве населення, ані військове керівництво, тож виконавців вибуху радянська контррозвідка заарештувала, як ворожих диверсантів, проте після втручання керівництва випустила. Вибух призвів до руйнації машинного залу і припинення енергопостачання, внаслідок чого була паралізована діяльність промислових підприємств Запоріжжя.
Жертви серед червоноармійців та цивільного населення часто оцінюються цифрами від 20 тисяч до 80—120 тисяч осіб, що, однак не підтверджується жодними свідченнями та розслідуваннями. Навпаки, у документах 274-ї стрілецької дивізії згадується що після підриву підрозділи дивізії продовжували утримувати острів Хортиця (знаходиться за 1,5 кілометра від греблі нижче за течією), а в донесеннях 2-го кавалерійського корпусу 18-ї та 9-ї армій відзначається що вони "в цілому успішно переправилися на лівий берег Дніпра". Втрати німецької армії не відомі, але з огляду на те, що гребля була зруйнована при наближенні гітлерівців — можливо їх не було взагалі. 
Деякі дослідники ставлять під сумнів число людських втрат, як не підтверджене документально, та вважають, що підрив греблі був хоч і вимушеним, але обґрунтованим кроком, оскільки боєздатність затоплених військ була низькою і вони потенційно не були здатними зупинити німецький наступ.

## Підрив німецькими військами
Після захоплення Запоріжжя Вермахтом (через 46 діб після вибуху) німецькі будівельні частини відновили зруйновану частину греблі, а влітку 1942 року замість обладнання, виведеного з ладу, запрацювало нове — німецького виробництва.

ДніпроГЕС влітку 1942 року - після відновлення німцями греблі
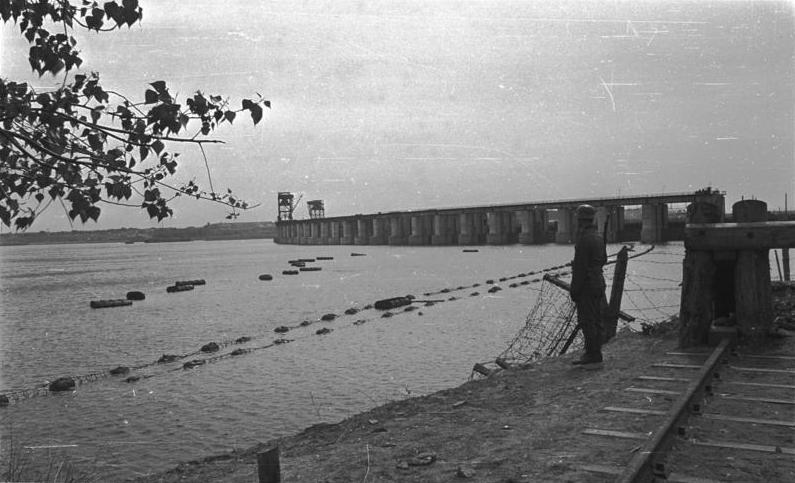
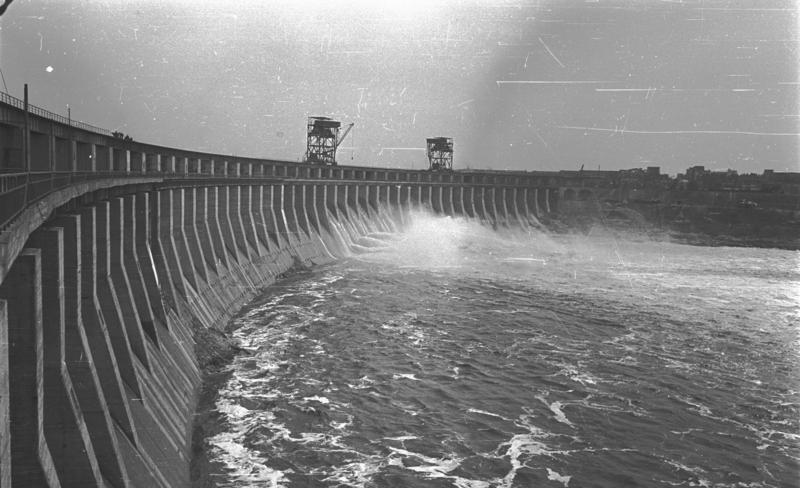
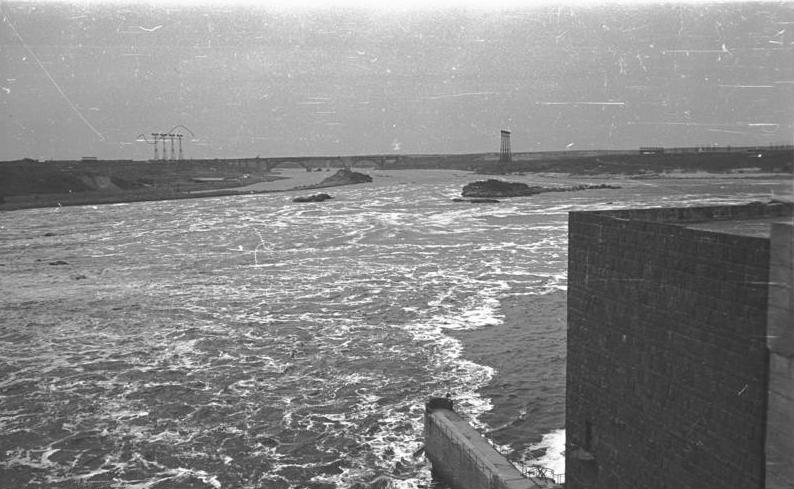
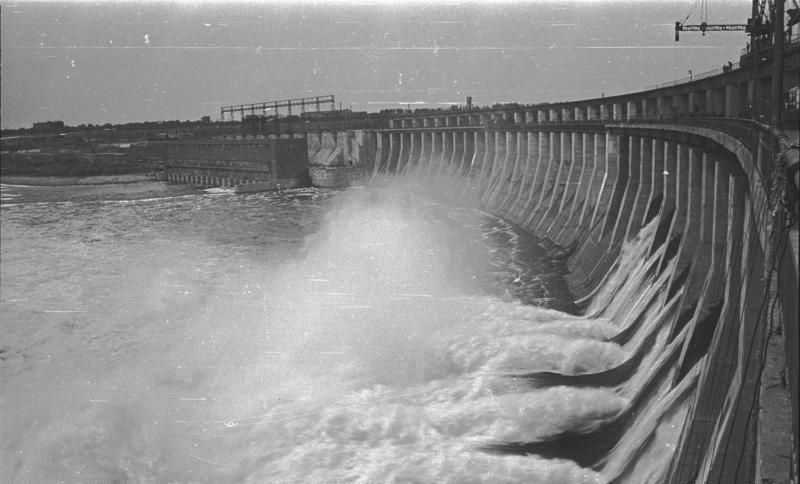

Внаслідок руйнації  греблі та технічних споруд гідроелектростанції енергопостачання Донбасу було суттєво порушено. Відповідальність за відновлення дільниці зруйнованої греблі завдовжки 175 м була покладена на організацію «Todt» за участю будівельного об'єднання концерну «Siemens» компанії «Philipp Holzmann AG».
Після завершення ремонтно-відновлювальних робіт 31 грудня 1942 року, вже у січні 1943 року було почато виробництво електроенергії при виробничій потужності до 42 МВт. Протяжність цієї монументальної споруди з усією греблею склала 3 км.

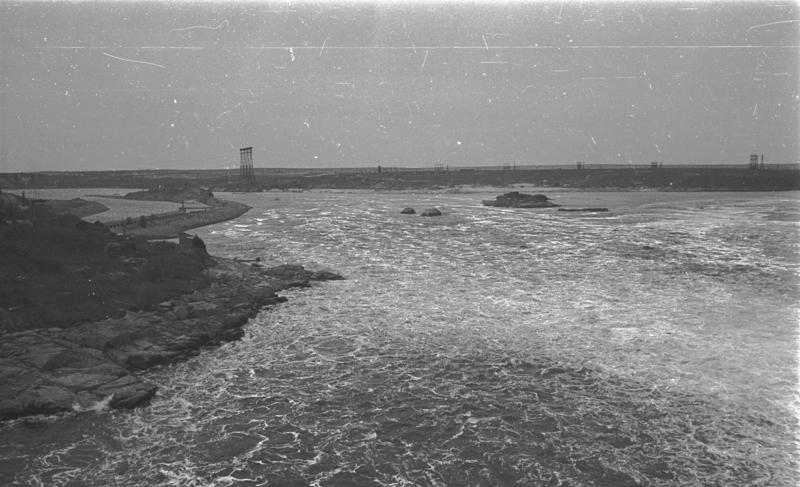
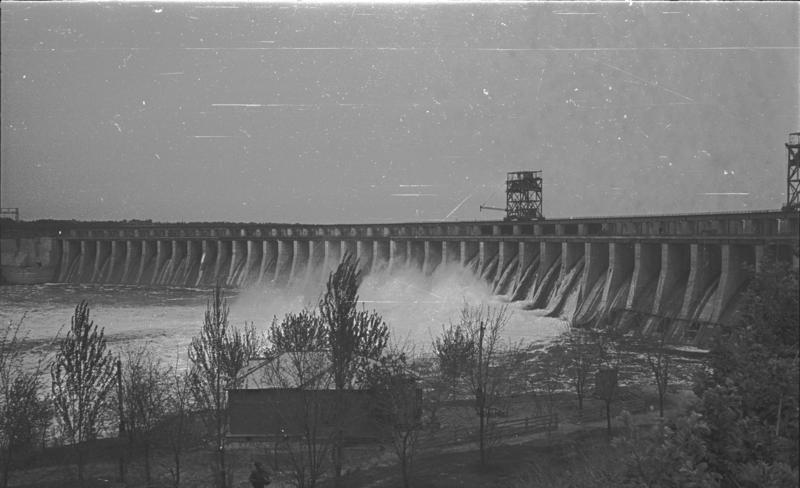
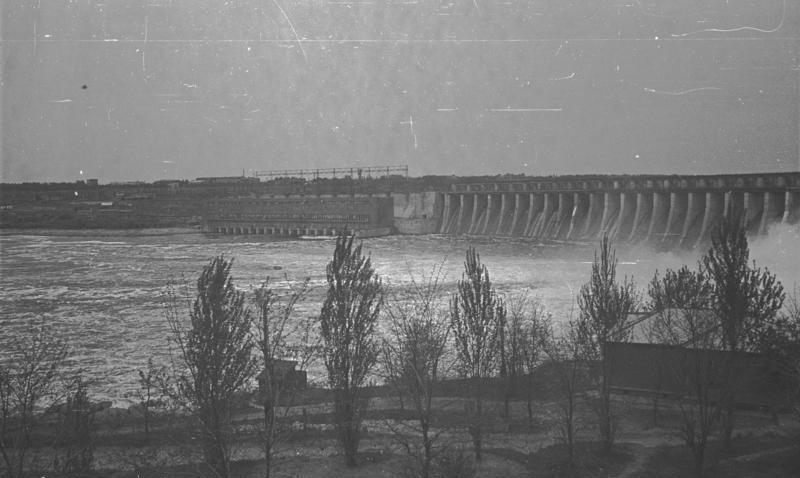
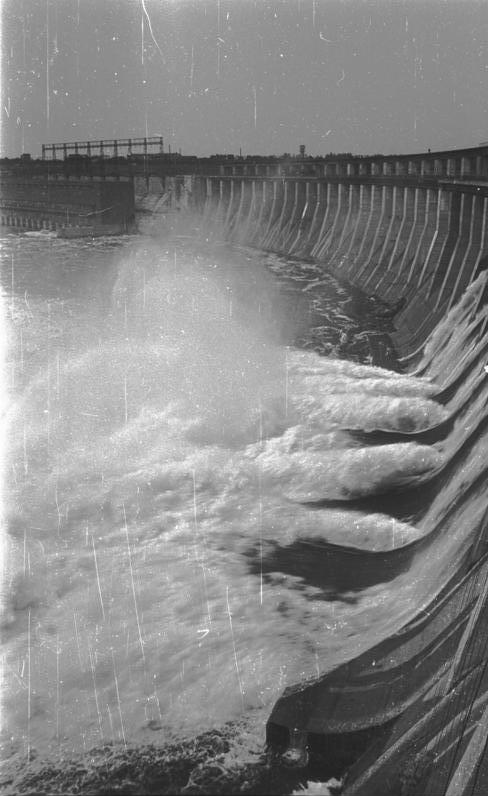
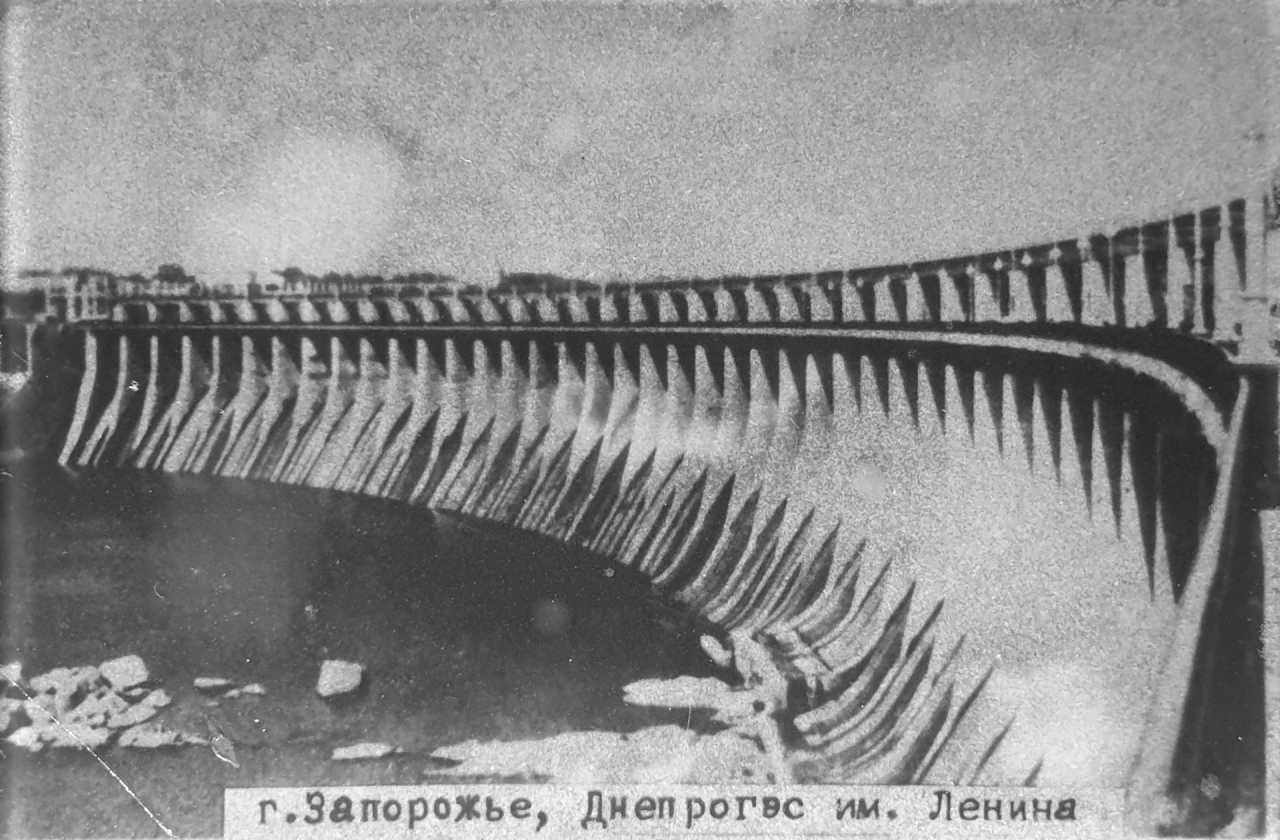

Після змін становища на фронті, ще задовго до початку свого відступу, німці почали готувати ДніпроГЕС до руйнування. У березні вони завезли перші 12 вагонів вибухівки та узялися до мінування греблі. Усього для руйнування ДніпроГЕСу гітлерівці підвезли понад 200 тонн вибухових речовин і десятки авіабомб. При цьому бомби укладалися безпосередньо в турбіни по п'ять штук в кожну. У військових мемуарах пишеться, що німці планували висадити в повітря всю греблю цілком, але була зруйнована лише частина.

## Повоєнне відновлення
У 1944 році розпочалося відновлення гідроелектростанції, і в березні 1947 року перший агрегат Дніпровської ГЕС було введено в експлуатацію. 31 серпня 1949 року — шостий агрегат. У 1950 р. став до ладу останній дев'ятий гідроагрегат відродженої електростанції.

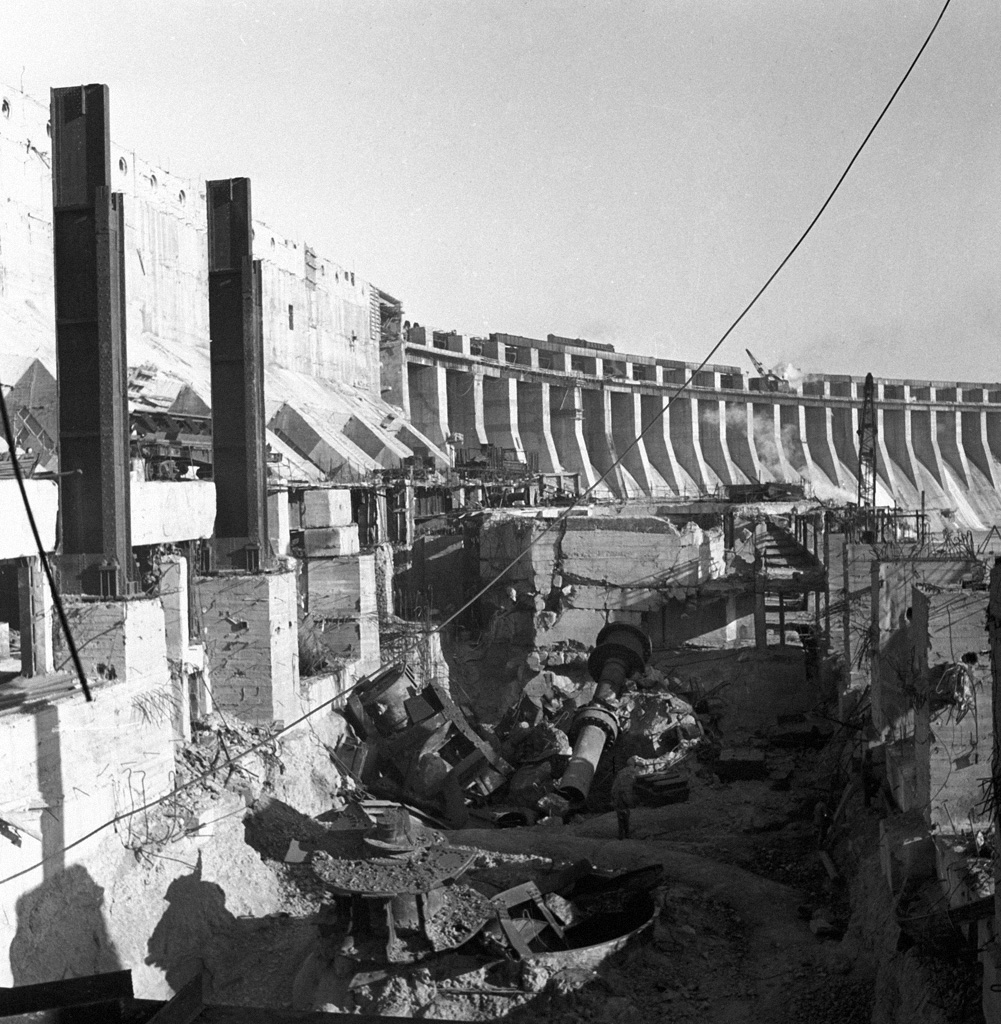
Зруйнований машинний зал ДніпроГЕС, 1943 рік. Фото Макса Альперта
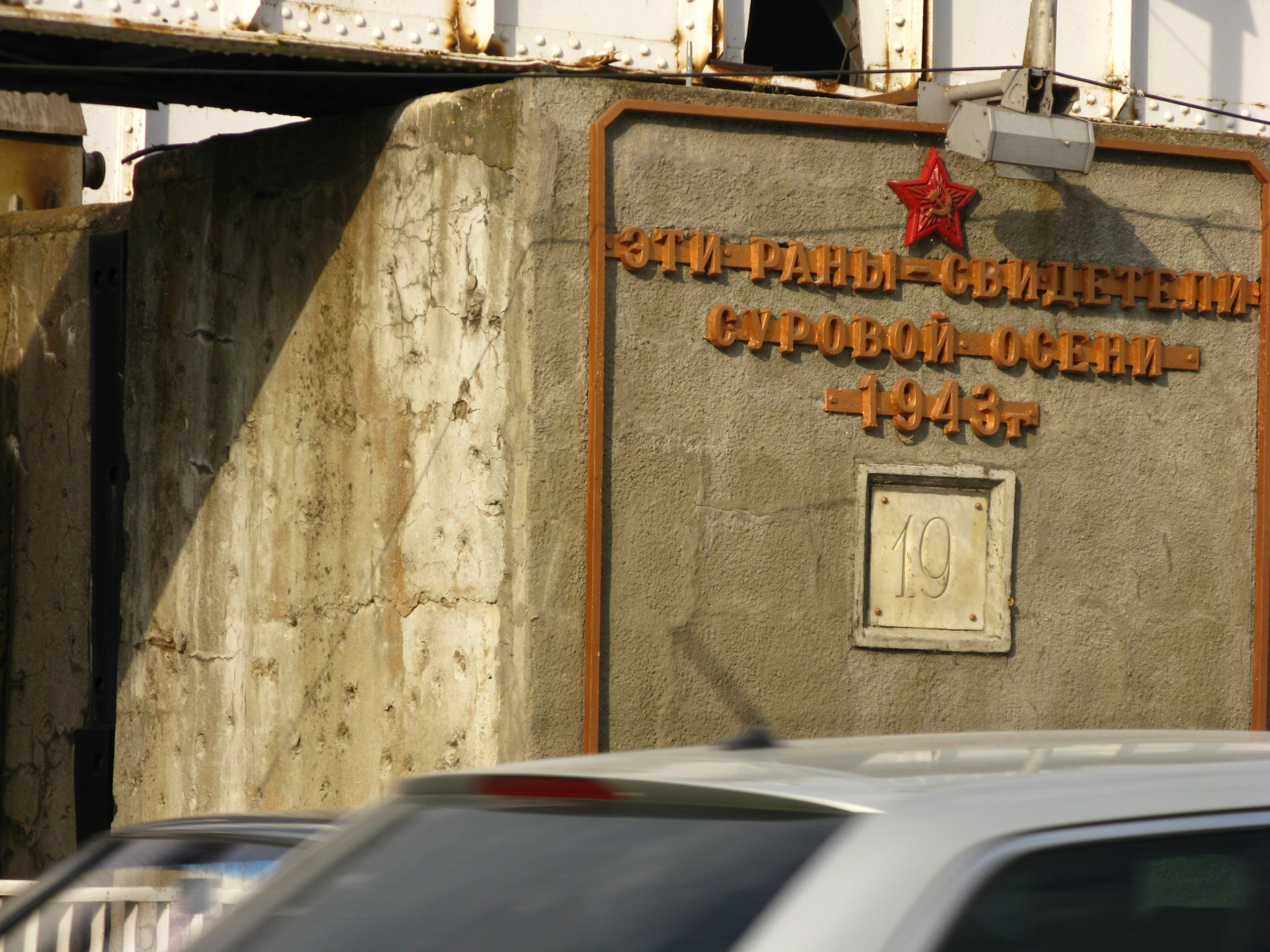
Сліди обстрілу осені 1943 року ДніпроГЕСу